# Commun numérique de connaissance
Un commun numérique de connaissance est un type particulier de commun, résultat d'une production commune de connaissances, généralement en ligne. Ce qui distingue le commun numérique de connaissance d’un commun partagé en termes de ressources physiques, c’est que les ressources numériques sont non-déductibles. C'est-à-dire que plusieurs utilisateurs peuvent accéder aux mêmes ressources digitales sans avoir d’effet sur leur qualité ou leur quantité. Leur réutilisation permet cependant d’augmenter leur valeur et leur préservation.

## Définition
Il existe un flou autour des définitions des communs créés avec le numérique, Hess et Ostrom ayant théorisé la notion de « commun de connaissance » en 2007, alors que Potts parle de « commun d’innovation » (en 2018), et que d'autres auteurs parlent de « commun numérique », ou encore de « commun informationnel ».
Nicolas Jullien et Karine Roudaut définissent le commun numérique de connaissances comme « un système socio-technique de production de connaissances nouvelles », non-rivales, généralement en ligne. Au contraire de communs fonciers, leur existence est orientée vers l'« enrichissement » en connaissances.
Leur accès en ligne est universel, mais des conditions d’usage sont requises, par exemple l'obligation de citer l’auteur ou les auteurs, celle de reprendre l’intégralité du texte, ou encore d'en faire un usage strictement non-commercial.
Les Communs numériques de connaissances ont eu et ont un impact sur de nombreux domaines, comme :
- Creative Commons
- Sciences Participatives
- Le partage à l'identique
- Les créations culturelles (licence Creative commons)
- Les archives ouvertes
- Le matériel libre (Open Hardware)

## Histoire
La notion de commun numérique de connaissance découle de celle des communs (ressources partagées), étudiés par l'économiste Elinor Ostrom. Hervé Le Crosnier souligne qu'ensuite, « les communs ont rencontré le numérique ». D’après Nancy  C. Kranich, l’arrivée d’internet aurait eu pour effet de propulser les communs numériques de connaissances à un tout autre niveau en donnant la possibilité aux utilisateurs de créer et de transmettre l’information à une échelle mondiale.
C’est au cours des années 1980 que la notion de propriété intellectuelle sur les créations de l’esprit se développe et se renforce. En opposition à ce mouvement, le mouvement social du logiciel libre, créé par Richard Stallman, ainsi que les licences Creative Commons ont une influence majeure dans l'émergence des communs numériques et des communs numériques de connaissance. Leur but est de donner un accès libre aux resources informationnelles.
En France, en réponse à ces mouvements, la loi pour une République numérique est passée en 2016, afin de « donner une longueur d'avance à la France dans le domaine du numérique en favorisant une politique d'ouverture des données et des connaissances » encourageant ainsi la reconnaissance legislative et accordant les moyens nécessaires aux projets de commun numérique de connaissance.
Il existe enfin une demande sociétal forte pour un droit universel d'accès à la connaissance, qui reste une utopie, mais qui selon Renaud Fabre et al., « pourrait bien se concrétiser ».

## Exemples
Wikipédia est considérée comme le plus grand et le plus connu des communs numériques de connaissances,.
D'autres communs informationnels sur divers thèmes ont depuis émergé comme OpenStreetMap ou Open Food Facts.

## Enclosure
L'enclosure des communs informationnels désigne le mouvement d’appropriation des idées qui sous-tend l'économie du savoir.
De nombreux scientifiques, suivant James Boyle (en), parlent d'un « second mouvement des enclosures » pour désigner la manière dont les idées et les informations ont fait l'objet d'une forme de privatisation dans le monde capitaliste du XIXe siècle. En effet, selon lui, alors qu'auparavant il n'était possible de s'approprier des idées qu'exceptionnellement, le développement du droit de la propriété intellectuelle a généralisé cette possibilité. Ainsi, Boyle pense que l'apparition du concept de domaine public, c'est-à-dire d'une catégorie juridique spéciale pour ces idées-là que tout le monde a le droit d'utiliser, révèle que l'accaparement est désormais vu comme la norme. Le commoning (de) intellectuel est dès lors mis de côté,. Cette extension de la notion d'enclosure aux communs de la connaissance est parfois contestée.
Selon Anthony McCann, le processus d'enclosure des informations, amplifié par la numérisation, est différent de celui de la privatisation ou de la marchandisation.
L'enclosure de l'information empêche la recherche scientifique de progresser, ce qui motive le mouvement de la science ouverte,. L'enclosure de l'information scientifique aujourd'hui se fait principalement à travers la privatisation de la science, par exemple sous l'influence de la demande industrielle de génie génétique. Selon Lionel Maurel, les bibliothèques ont un rôle important à jouer pour diffuser le savoir aux communiers, et doivent être vigilantes à ne pas au contraire participer à l'enclosure des connaissances.
Selon Martin Freriksson, les débats politiques qui animent la gouvernance d'Internet dans l'Union européenne se sont déplacés depuis les années 2000 où le mouvement libriste revendiquait un stop à l'enclosure des communs informatiques. Dans les années 2010 et 2020, les demandes politiques, par exemple celles des partis pirates, se sont davantage focalisées sur l'auto-détermination numérique (en).